# 道の駅潮見坂
道の駅潮見坂（みちのえき しおみざか）は、静岡県湖西市にある国道1号の道の駅である。

## 概要
設置当初は流出入口が上り線のみであったが、2008年（平成20年）8月11日より下り線からの流出入が可能となった。2013年6月23日に国道23号の豊橋東バイパスが開通すると、愛知県側からも利用されるようになり、それまで3年連続で減少していた利用客数が増加に転じた。
なお、一般の道の駅の案内看板は「白地に青」だが、当駅は自動車専用道路に設置されているため「白地に緑」のものが使用されている。

## 施設
上下線で共用であり、上り線側に設けられている。
- 駐車場
  - 普通車：107台
  - 大型車：27台
  - 身障者用 : 3台
- トイレ（いずれも24時間利用可能）
  - 男：大 4器、小 7器
  - 女：10器
  - 身障者用：1器
- 情報提供施設
- 公衆電話
- 観光案内施設
- 地域振興施設
  - レストラン/7：30 - 21：00、定休日なし。
  - 特産品・農産物販売の売店/7：30 - 21：00（農産物は9：00 - 21：00）、定休日なし。
- 東海道五十三次の白須賀宿を連想させる地域振興施設は、和風の木造建築で当時の宿場をイメージした建物。
- 地域振興施設はトイレ、休憩所、情報提供コーナー。
- 農作物や地元（豊橋市と湖西市）の特産品などを販売する売店。
- 地元の食材を使ったレストラン。
- 風力発電と太陽光発電で暖めたお湯を使った足湯。
- 雄大な景色が望める展望デッキがある。
- 道路休憩施設の管理：国土交通省中部地方整備局浜松河川国道事務所道路管理課
- 地域振興施設の管理：湖西市産業文化部商工労政課

## 休館日
- 年中無休

## アクセス
愛知県豊橋市との境界付近にあり、愛知県豊橋市境から車で約1分。
- 国道1号（潮見バイパス）
- 国道42号
潮見バイパスの側道側に設けられた出入り口と駐車場から利用できる。なお、この駐車場と潮見バイパス側の駐車場は車道で結ばれていない。